# Gustave Robillard
Pour les articles homonymes, voir Robillard.
Gustave Louis Robillard d'Avrigny (Saint-Lô, 16 juin 1808 - Vincennes, 20 juillet 1859), est un auteur dramatique français.

## Biographie
Ses pièces ont été représentées au Théâtre du Vaudeville et au Théâtre de l'Ambigu-Comique.

## Œuvres
- Le Festin de Balthazar, drame sacré en cinq actes, mêlé de chœurs, avec Francis Cornu, 1833
- Arthur ou Seize ans après, drame-vaudeville en deux actes, avec Charles Dupeuty, et Fontan, 1838
- Le Miroir, opéra-comique en 1 acte, avec Jean-François Alfred Bayard, 1853